# Cananea
Cananea là một đô thị thuộc bang Sonora, México. Năm 2005, dân số của đô thị này là 32157 người.